# 菊地成孔と大谷能生の『憂鬱と官能を教えた学校』TV
菊地成孔と大谷能生の『憂鬱と官能を教えた学校』TV（きくちなるよしとおおたによしおの ゆううつとかんのうをおしえたがっこうティーヴィー）は、フジテレビワンツーネクストで2009年に放映された音楽番組。

## 概要
菊地成孔と大谷能生が講師として、2人の共著である 『憂鬱と官能を教えた学校』（河出書房新社・2004年） をモチーフに、音楽理論を解説する。各受講生は実際に鍵盤楽器を持ち、実際に演奏しながら学ぶ。坂田かよ・TOKIEらが受講生として毎回参加。
講義内容は、クラシック・ジャズ・ポップス・ソウル・ファンク・ヒップポップ等、様々な音楽ジャンルが生まれた歴史的背景や 楽曲のコード・音韻・音色等を分析し、他曲との類似性を探る「楽曲分析（アナリーゼ）」、J.S.バッハからマイルス・デイヴィスに至るまで、音楽史に大きな影響を及ぼした人物を掘り下げる等、誰もが関心を持ち、聞けばためになる「音楽的教養」も網羅されている。重要なキーワードは、ネットで検索しやすいよう、画面の右下にテロップとして表示される。
比較的高度な音楽理論についての解説を趣旨としているが、楽譜が読めない人でも、コードを通して音楽理論の基礎を理解することが可能な指導方法を採用しており、初心者に配慮がなされている。

## 講義内容
| 回 | 講義内容                                                                         | 出演者                                                            |
| -- | -------------------------------------------------------------------------------- | ----------------------------------------------------------------- |
| 1  | ガイダンス 受講の為のインストール1 （スケールを高速インストールする方法）        | 菊地成孔、大谷能生、 坂田かよ、TOKIE、 カヒミ・カリイ             |
| 2  | 受講の為のインストール2 （コードを高速でインストールする方法）                   | 菊地成孔、大谷能生、 坂田かよ、TOKIE、 カヒミ・カリイ、西寺郷太   |
| 3  | インストール終了から講義ガイダンスへ                                             | 菊地成孔、大谷能生、 坂田かよ、TOKIE、 カヒミ・カリイ、金原ひとみ |
| 4  | 4度圏表の説明から長短調 （ダイアトニック環境【1】）                              | 菊地成孔、大谷能生、 坂田かよ、TOKIE、 カヒミ・カリイ、キタキマユ |
| 5  | ダイアトニック環境【2】 ケーデンス／ ディゾナンスレベル～ ツー・ファイブ・ワン～ | 菊地成孔、大谷能生、 坂田かよ、 武藤昭平、矢野沙織                |
| 6  | 2次ケーデンスと マイナー行きのケーデンス                                         | 菊地成孔、大谷能生、 坂田かよ、TOKIE、 松田岳二                   |
| 7  | テンション                                                                       | 菊地成孔、大谷能生、 坂田かよ、TOKIE、 秋田ゴールドマン           |
| 8  | ダイアトニック環境の統合と 裏コード及び置換ケーデンス                            | 菊地成孔、大谷能生、 坂田かよ、TOKIE、 湯川潮音                   |
| 9  | ディミニッシュ/ アッパー・ストラクチャー・トライアド （ブック1 終了）            | 菊地成孔、大谷能生、 坂田かよ、TOKIE、 タテタカコ                 |
| 10 | モード                                                                           | 菊地成孔、大谷能生、 坂田かよ、 野宮真貴、矢野沙織                |
| 11 | ポリリズム                                                                       | 菊地成孔、大谷能生、 坂田かよ、TOKIE、 五十嵐公太                 |
| 12 | ブルース                                                                         | 菊地成孔、大谷能生、 坂田かよ、TOKIE、 北原雅彦、GAMO             |